# Smail Prevljak
Smail Prevljak (ur. 10 maja 1995 w Konjicu) – bośniacki piłkarz grający na pozycji napastnika.

## Kariera klubowa
Swoją piłkarską karierę Prevljak rozpoczął w klubie Igman Konjic. Następnie został zawodnikiem RB Leipzig. W 2014 roku zaczął grać w rezerwach tego klubu, a 2 sierpnia 2014 zadebiutował w pierwszej drużynie w 2. Bundeslidze w zremisowanym 0:0 domowym meczu z VfR Aalen. Był to zarazem jego jedyny mecz ligowy w barwach RB Leipzig.
We wrześniu 2014 Prevljak trafił na wypożyczenie do Red Bull Salzburg. Swój debiut ligowy w nim zaliczył 9 listopada 2014 w przegranym 1:4 wyjazdowym meczu z Rheindorfem Altach. W sezonie 2014/2015 grał jednak głównie w rezerwach klubu z Salzburga, FC Liefering. W nich swój debiut zanotował 26 września 2014 w przegranym 2:5 wyjazdowym meczu z Austrią Lustenau. Z Red Bullem wywalczył mistrzostwo i Puchar Austrii. W lipcu 2015 przeszedł na stałe do Red Bulla. W sezonie 2015/2016 ponownie sięgnął z nim po dublet - mistrzostwo i puchar kraju. Z kolei w sezonie 2016/2017 grał jedynie w FC Liefering.
W lipcu 2017 Prevljak został wypożyczony do SV Mattersburg. Swój debiut w nim zaliczył 22 lipca 2017 w zremisowanym 2:2 wyjazdowym meczu z Rapidem Wiedeń i w debiucie zdobył gola. W Mattersburgu spędził rok.
W 2018 roku Prevljak wrócił do Red Bulla i w sezonach 2018/2019 oraz 2019/2020 sięgnął z nim po kolejne dwa dublety (mistrzostwo i puchar).
W styczniu 2020 Prevljak trafił na wypożyczenie do belgijskiego KAS Eupen. Zadebiutował w nim 8 lutego 2020 w przegranym 2:5 wyjazdowym meczu z Sint-Truidense VV. Strzelił w tym meczu gola. W sierpniu 2020 został wykupiony przez KAS Eupen za 2 miliony euro.
| Sezon   | Klub              | Kraj    | Rozgrywki       | Mecze | Gole |
| ------- | ----------------- | ------- | --------------- | ----- | ---- |
| 2013/14 | RB Leipzig II     | Niemcy  | Sachsenliga     | 2     | 1    |
| 2014/15 | RB Leipzig        | Niemcy  | 2. Bundesliga   | 1     | 0    |
| 2014/15 | Red Bull Salzburg | Austria | Bundesliga      | 1     | 0    |
| 2014/15 | FC Liefering      | Austria | Erste Liga      | 17    | 14   |
| 2015/16 | Red Bull Salzburg | Austria | Bundesliga      | 7     | 1    |
| 2015/16 | FC Liefering      | Austria | Erste Liga      | 14    | 8    |
| 2016/17 | FC Liefering      | Austria | Erste Liga      | 14    | 2    |
| 2017/18 | SV Mattersburg    | Austria | Bundesliga      | 32    | 16   |
| 2018/19 | Red Bull Salzburg | Austria | Bundesliga      | 23    | 10   |
| 2019/20 | Red Bull Salzburg | Austria | Bundesliga      | 4     | 1    |
| 2019/20 | KAS Eupen         | Belgia  | Eerste klasse A | 5     | 4    |
| 2020/21 | KAS Eupen         | Belgia  | Eerste klasse A | 27    | 16   |

## Kariera reprezentacyjna
Prevljak grał w młodzieżowej reprezentacji Bosni i Hercegowiny na poziomie U-21. W reprezentacji Bośni i Hercegowiny zadebiutował 23 marca 2018 w wygranym 1:0 towarzyskim meczu z Bułgarią, rozegranym w Razgradzie, gdy w 76. minucie zmienił Edina Džeko. 15 listopada 2020 w meczu Ligi Narodów 2020/2021 z Holandią (1:3) strzelił pierwszego gola w kadrze narodowej.